# Ichneumon valdopacus
Ichneumon valdopacus är en stekelart som beskrevs av Heinrich 1961. Ichneumon valdopacus ingår i släktet Ichneumon och familjen brokparasitsteklar. Inga underarter finns listade i Catalogue of Life.